# Mala Huba
Mala Huba is een plaats in de gemeente Buzet in de Kroatische provincie Istrië. De plaats telt 55 inwoners (2001).